# Wörrstadt
Wörrstadt är en stad i Landkreis Alzey-Worms i förbundslandet Rheinland-Pfalz i Tyskland.
Staden ingår i kommunalförbundet Verbandsgemeinde Wörrstadt tillsammans med ytterligare 12 kommuner.